# Schweizerische Arzneimittelnebenwirkungszentrale
Die Schweizerische Arzneimittelnebenwirkungszentrale (SANZ) war eine 1979 gegründete privatwirtschaftliche Stiftung zur Erfassung unerwünschter Arzneimittelwirkungen in Chur. Ihre Tätigkeit wurde 2001 nach Inkrafttreten des schweizerischen Heilmittelgesetzes und einer Übergangszeit vom bundeseigenen schweizerischen Heilmittelinstitut Swissmedic übernommen.
Stifter waren die Verbindung der Schweizer Ärztinnen und Ärzte (FMH, 20 %) und die scienceindustries. Der Jahresetat betrug zuletzt 450.000 CHF.
Eingehende Meldungen von Medizinern wurden mit Gutachten versehen und nach Ergänzung firmeninterner Daten der Pharmaunternehmen abschließend bewertet. Die Beurteilungen wurden besonders von Medizinern und Apothekern nachgefragt.
Kritisiert wurde SANZ wegen der Stimmenmehrheit der ‚blauen Berufe‘ im Stiftungsrat. Die Sammelstelle verarbeitete in der Zeit ihres Bestehens 18.000 Meldungen.